# Un bébé pour Noël
Pour plus de détails, voir Fiche technique et Distribution.
Un bébé pour Noël est un téléfilm de Noël français réalisé par Éric Summer et diffusé le 10 décembre 2018 sur TF1.

## Synopsis
Une jeune femme se réveille d'un coma de six mois après une mauvaise chute. Tout va bien a ceci près qu'elle se découvre enceinte…

## Fiche technique
- Réalisation : Éric Summer
- Scénario : Céline Guyot, Martin Guyot
- Musique Originale : Romain Paillot
- Durée : 2 x 52 min
- Pays :  France

## Distribution
- Laëtitia Milot : Noémie Estina
- Alexis Loret : Olivier
- Maud Baecker : Maureen
- Arnaud Binard : Raphaël
- Bartholomew Boutellis : Yann
- Émilie Hantz : Anna
- Franz-Rudolf Lang : Laurent
- Salvatore Ingoglia : Père Noël
- Aline Hamou : Hôtesse fauvettes
- Mathéo Cappelli : Médecin hôpital
- Jérémy Coraud : Stéphane
- Anouchka Csernakova : Petite vieille
- Matthieu Denesle : Norbert
- Laly Denis : Chloé

## Audience
Le téléfilm a rassemblé 5,03 millions de téléspectateurs, soit 19,9 % pour la première partie. La seconde partie a rassemblé 4,52 millions de téléspectateurs, soit 21,9 % du public.